# Stereohypnum
Stereohypnum là một chi rêu trong họ Hypnaceae.